# Eishockey-Weltmeisterschaft der U20-Junioren 2024
Die Eishockey-Weltmeisterschaft der U20-Junioren 2024 ist die 48. Austragung der von der Internationalen Eishockey-Föderation IIHF veranstalteten Eishockey-Weltmeisterschaft in der Altersklasse der Unter-Zwanzigjährigen (U20).
Das Turnier der Top-Division wurde vom 26. Dezember 2023 bis zum 5. Januar 2024 im schwedischen Göteborg ausgetragen, wobei die USA ihre sechste Goldmedaille gewannen. Im Finale setzte sich das Team mit 6:2 gegen das gastgebende Schweden durch, während die tschechische Auswahl die Bronzemedaille errang. Die Schweiz belegte derweil den siebten, Deutschland den neunten Rang.

## Modus
Die Eishockey-Weltmeisterschaft wird in insgesamt sieben Turnieren mit unterschiedlicher Teilnehmerstärke ausgespielt. Die Top-Division spielt mit zehn Mannschaften, die Divisionen I und II mit je zwölf und die Division III mit neun Teilnehmern. In den Divisionen I bis III werden die Mannschaften in je zwei Gruppen A und B aufgeteilt.
Aus der Top-Division steigt der Verlierer der Relegationsrunde in die Gruppe A der Division I ab. Aus selbiger steigt der Erstplatzierte zum nächsten Jahr in die Top-Division auf, während der Sechstplatzierte in die Gruppe B der Division I absteigt. Im Gegenzug steigt der Gewinner der Division I B in die Division I A auf. Aus der Division I B steigt ebenfalls der Letzte in die Division II A ab. Dieses Auf- und Abstiegsverfahren gilt in der Art zwischen allen weiteren Divisionen und Gruppen, wobei aus der Division III B kein Abstieg vorgesehen ist.

## Top-Division
Die Top-Division der Weltmeisterschaft wurde vom 26. Dezember 2023 bis zum 5. Januar 2024 in Göteborg in Schweden ausgetragen. Ursprünglich sollte das Turnier in Kanada stattfinden, nachdem jedoch aufgrund der COVID-19-Pandemie beim Turnier 2021 in Edmonton keine Zuschauer zugelassen waren, tauschten Kanada und Schweden das Recht der Austragung für die Turniere 2022 und 2024. Schweden war zuletzt 2014 Gastgeber der U20-Weltmeisterschaft.
| Gruppe A    | Gruppe B   |
| ----------- | ---------- |
| Kanada      | Tschechien |
| Schweden    | USA        |
| Finnland    | Slowakei   |
| Deutschland | Schweiz    |
| Lettland    | Norwegen   |

### Modus
Die Zusammensetzung der Vorrundengruppen wird durch die Platzierung bei der WM des letzten Jahres bestimmt. Nach der Vorrunde qualifizieren sich die vier Bestplatzierten jeder Gruppe für das Viertelfinale, das dann ebenso wie die weiteren Runden im K.-o.-System ausgetragen wird. Nach dem Viertelfinale wird allerdings, wie 2020 eingeführt, anhand der Ergebnisse der Vorrunde noch einmal neu gesetzt. Die beiden Fünften der Gruppenphase ermitteln untereinander den Absteiger in die Gruppe A der Division I, tragen dabei allerdings nur noch eine Partie aus, im Gegensatz zum bis im Vorjahr genutzten Modus „Best-of-Three“.

### Austragungsorte
| \| Göteborg \|                  |
| Austragungsort der Top-Division |
| Göteborg                        |

| Göteborg |

### Vorrunde

#### Gruppe A
| 26. Dezember 2023 14:30 Uhr (Ortszeit) | Finnland A. Kaskimäki (35:56) J. Lassila (58:56) | 2:5 (0:1, 1:1, 1:3) Spielbericht | Kanada N. Danielson (16:24) O. Allard (33:41) M. Celebrini (46:38) M. Poitras (57:34) M. Lamoureux (59:54) | Scandinavium, Göteborg Zuschauer: 9.837 |

| 26. Dezember 2023 19:30 Uhr | Schweden A. Wahlberg (10:02) F. Bystedt (17:21) J. Lekkerimäki (32:45) F. Bystedt (34:30) F. Unger Sörum (48:39) J. Lekkerimäki (54:17) | 6:0 (2:0, 2:0, 2:0) Spielbericht | Lettland | Scandinavium, Göteborg Zuschauer: 11.512 |

| 27. Dezember 2023 14:30 Uhr | Finnland T. Männistö (8:11) K. Halttunen (21:27) S. Bau (23:05) | 3:4 (1:1, 2:3, 0:0) Spielbericht | Deutschland V. Oswald (5:58) N. Hübner (22:12) R. Kechter (33:07) V. Oswald (34:38) | Scandinavium, Göteborg Zuschauer: 5.077 |

| 27. Dezember 2023 19:30 Uhr | Lettland | 0:10 (0:2, 0:3, 0:5) Spielbericht | Kanada C. Geekie (5:19) B. Yager (7:11) O. Allard (21:17) C. Rehkopf (24:46) M. Celebrini (30:56) F. Minten (42:14) M. Wood (43:51) C. Geekie (45:43) C. Rehkopf (46:18) M. Poitras (50:57) | Scandinavium, Göteborg Zuschauer: 6.321 |

| 28. Dezember 2023 19:30 Uhr | Deutschland | 0:5 (0:1, 0:1, 0:3) Spielbericht | Schweden O. Stenberg (15:48) M. Hävelid (38:36) O. Stenberg (46:16) O. Stenberg (49:02) N. Östlund (54:33) | Scandinavium, Göteborg Zuschauer: 11.512 |

| 29. Dezember 2023 14:30 Uhr | Lettland | 0:4 (0:2, 0:1, 0:1) Spielbericht | Finnland J. Lassila (14:15) J. Pulkkinen (15:13) K. Halttunen (28:59) O. Keskinen (40:47) | Scandinavium, Göteborg Zuschauer: 6.433 |

| 29. Dezember 2023 19:30 Uhr | Kanada | 0:2 (0:0, 0:2, 0:0) Spielbericht | Schweden T. Willander (21:53) N. Östlund (30:39) | Scandinavium, Göteborg Zuschauer: 11.512 |

| 30. Dezember 2023 19:30 Uhr | Deutschland S. Schindler (26:30) N. Panocha (53:04) | 2:6 (0:3, 1:2, 1:1) Spielbericht | Lettland Ē. Mateiko (2:46) R. Bukarts (9:06) P. Bulāns (13:23) R. Dārziņš (30:46) S. Vilmanis (37:44) S. Vilmanis (46:34) | Scandinavium, Göteborg Zuschauer: 2.652 |

| 31. Dezember 2023 14:30 Uhr | Schweden I. Born (23:24) J. Lekkerimäki (26:38) T. Lindstein (28:59) F. Bystedt (34:53) | 4:5 n. P. (0:2, 4:1, 0:1, 0:0, 0:1) Spielbericht | Finnland T. Männistö (12:25) L. Hämeenaho (18:21) K. Halttunen (27:15) J. Nyman (58:28) J. Nyman (PS) | Scandinavium, Göteborg Zuschauer: 11.512 |

| 31. Dezember 2023 19:30 Uhr | Kanada M. Celebrini (6:20) B. Yager (14:37) O. Beck (41:40) J. Dumais (48:32) M. Celebrini (56:02) E. Cowan (57:16) | 6:3 (2:1, 0:1, 4:1) Spielbericht | Deutschland J. Lutz (2:57) R. Kechter (21:49) J. Sumpf (47:32) | Scandinavium, Göteborg Zuschauer: 7.327 |

| Pl. |             | Sp | S | OTS | OTN | N | Tore  | Punkte |
| 1.  | Schweden    | 4  | 3 | 0   | 1   | 0 | 17:05 | 10     |
| 2.  | Kanada      | 4  | 3 | 0   | 0   | 1 | 21:07 | 9      |
| 3.  | Finnland    | 4  | 1 | 1   | 0   | 2 | 14:13 | 5      |
| 4.  | Lettland    | 4  | 1 | 0   | 0   | 3 | 06:22 | 3      |
| 5.  | Deutschland | 4  | 1 | 0   | 0   | 3 | 09:20 | 3      |

Abkürzungen: Pl. = Platz, Sp = Spiele, S = Siege, OTS = Siege nach Verlängerung (Overtime) oder Penaltyschießen, OTN = Niederlagen nach Verlängerung oder Penaltyschießen, N = Niederlagen

Erläuterungen: Viertelfinalqualifikant, Abstiegsrundenqualifikant

#### Gruppe B
| 26. Dezember 2023 12:00 Uhr (Ortszeit) | Slowakei S. Petrovský (22:00) P. Repčík (38:34) S. Honzek (41:22) B. Žabka (44:15) S. Petrovský (45:22) M. Štrbák (51:55) | 6:2 (0:1, 2:0, 4:1) Spielbericht | Tschechien D. Rymon (1:01) M. Šapovaliv (51:25) | Frölundaborgs isstadion, Göteborg Zuschauer: 984 |

| 26. Dezember 2023 17:00 Uhr | USA J. Snuggerud (29:59) G. Brindley (34:00) G. Brindley (36:33) I. Howard (44:43) | 4:1 (0:0, 3:0, 1:1) Spielbericht | Norwegen P. Vesterheim (44:18) | Frölundaborgs isstadion, Göteborg Zuschauer: 1.377 |

| 27. Dezember 2023 12:00 Uhr | Slowakei S. Honzek (8:33) P. Repčík (58:19) S. Petrovský (59:12) | 3:0 (1:0, 0:0, 2:0) Spielbericht | Schweiz | Frölundaborgs isstadion, Göteborg Zuschauer: 986 |

| 27. Dezember 2023 17:00 Uhr | Norwegen J. Løkkeberg (21:15) | 1:8 (0:2, 1:3, 0:3) Spielbericht | Tschechien J. Kulich (10:30) J. Kulich (17:46) A. Čech (32:15) E. Šalé (32:52) E. Šalé (38:46) M. Šapovaliv (48:49) E. Šalé (53:16) J. Kulich (55:15) | Frölundaborgs isstadion, Göteborg Zuschauer: 986 |

| 28. Dezember 2023 17:00 Uhr | Schweiz G. Weber (9:17) G. Christe (41:18) T. Schild (49:30) | 3:11 (1:5, 0:4, 2:2) Spielbericht | USA W. Smith (1:20) J. Snuggerud (3:21) J. Snuggerud (8:11) J. Snuggerud (12:36) Z. Buium (18:29) G. Brindley (25:06) R. Leonard (29:33) G. Brindley (30:04) I. Howard (34:55) Q. Finley (47:09) E. Pohlkamp (54:28) | Frölundaborgs isstadion, Göteborg Zuschauer: 1.458 |

| 29. Dezember 2023 12:00 Uhr | Norwegen M. Brandsegg-Nygård (3:08) S. Solberg (48:34) P. Vesterheim (54:22) M. Brandsegg-Nygård (54:57) | 4:8 (1:2, 0:5, 3:1) Spielbericht | Slowakei S. Honzek (13:35) J. Pekarčík (14:02) D. Dvorský (23:43) S. Petrovský (26:03) S. Petrovský (27:10) P. Repčík (32:30) L. Radivojevič (34:08) D. Dvorský (53:40) | Frölundaborgs isstadion, Göteborg Zuschauer: 1.985 |

| 29. Dezember 2023 17:00 Uhr | Tschechien J. Štancl (15:40) A. Bareš (26:23) R. Sapoušek (31:47) | 3:4 n. P. (1:1, 2:2, 0:0, 0:0, 0:1) Spielbericht | USA I. Howard (1:12) W. Smith (28:04) R. Chesley (34:11) I. Howard (PS) | Frölundaborgs isstadion, Göteborg Zuschauer: 2.544 |

| 30. Dezember 2023 17:00 Uhr | Schweiz S. Meier (6:05) L. Braillard (25:49) J. Taibel (30:16) R. Dionicio (31:53) T. Schild (38:52) R. Dionicio (45:12) | 6:2 (1:2, 4:0, 1:0) Spielbericht | Norwegen M. Johnsen (17:16) P. Dalen (18:10) | Frölundaborgs isstadion, Göteborg Zuschauer: 1.009 |

| 31. Dezember 2023 12:00 Uhr | USA R. McGroarty (6:21) Z. Buium (10:13) G. Brindley (20:29) R. Leonard (38:20) R. McGroarty (38:54) R. McGroarty (44:06) I. Howard (45:49) G. Brindley (49:15) C. Gauthier (51:00) I. Howard (52:42) | 10:2 (2:1, 3:1, 5:0) Spielbericht | Slowakei M. Moško (8:57) F. Mešár (37:50) | Frölundaborgs isstadion, Göteborg Zuschauer: 1.458 |

| 31. Dezember 2023 17:00 Uhr | Tschechien M. Šapovaliv (12:04) R. Sapoušek (30:05) J. Kulich (52:47) T. Hamara (55:18) | 4:2 (1:0, 1:2, 2:0) Spielbericht | Schweiz S. Meier (34:26) J. Rod (39:03) | Frölundaborgs isstadion, Göteborg Zuschauer: 1.592 |

| Pl. |            | Sp | S | OTS | OTN | N | Tore  | Punkte |
| 1.  | USA        | 4  | 3 | 1   | 0   | 0 | 29:09 | 11     |
| 2.  | Slowakei   | 4  | 3 | 0   | 0   | 1 | 19:16 | 9      |
| 3.  | Tschechien | 4  | 2 | 0   | 1   | 1 | 17:13 | 7      |
| 4.  | Schweiz    | 4  | 1 | 0   | 0   | 3 | 11:20 | 3      |
| 5.  | Norwegen   | 4  | 0 | 0   | 0   | 4 | 08:26 | 0      |

Abkürzungen: Pl. = Platz, Sp = Spiele, S = Siege, OTS = Siege nach Verlängerung (Overtime) oder Penaltyschießen, OTN = Niederlagen nach Verlängerung oder Penaltyschießen, N = Niederlagen

Erläuterungen: Viertelfinalqualifikant, Abstiegsrundenqualifikant

### Abstiegsrunde
| 4. Januar 2024 11:30 Uhr (Ortszeit) | Deutschland K. Bicker (9:40) V. Oswald (28:59) P. Sinn (49:58) N. Hübner (50:46) M. Elias (60:58) | 5:4 n. V. (1:1, 1:1, 2:2, 1:0) Spielbericht | Norwegen N. Steen (16:10) M. Bakke Olsen (34:43) M. Brandsegg-Nygård (54:19) M. Bakke Olsen (56:06) | Scandinavium, Göteborg Zuschauer: 2.237 |

### Finalrunde
|  | Viertelfinale                                          | Viertelfinale | Viertelfinale |    | Halbfinale | Halbfinale | Halbfinale       |            |   | Finale | Finale | Finale |
|  |                                                        |               |               |    |            |            |                  |            |   |        |        |        |
|  | A1                                                     | Schweden      | 3             |    |            |            |                  |            |   |        |        |        |
|  | B4                                                     | Schweiz       | 2             |    |            |            |                  |            |   |        |        |        |
|  | B4                                                     | Schweiz       | 2             | B1 | USA        | 3          |                  |            |   |        |        |        |
|  |                                                        |               |               | B1 | USA        | 3          |                  |            |   |        |        |        |
|  | A3                                                     | Finnland      | 2             |    |            |            |                  |            |   |        |        |        |
|  | A3                                                     | Finnland      | 2             | B2 | Slowakei   | 3          |                  |            |   |        |        |        |
|  |                                                        |               |               | B2 | Slowakei   | 3          |                  |            |   |        |        |        |
|  | A3                                                     | Finnland      | 4             |    |            |            |                  |            |   |        |        |        |
|  | A3                                                     | Finnland      | 4             | B1 | USA        | 6          |                  |            |   |        |        |        |
|  | (Die Teams werden nach dem Viertelfinale neu gesetzt.) |               |               | B1 | USA        | 6          |                  |            |   |        |        |        |
|  |                                                        | A1            | Schweden      | 2  |            |            |                  |            |   |        |        |        |
|  | B1                                                     | A1            | Schweden      | 2  | USA        | 7          |                  |            |   |        |        |        |
|  | B1                                                     |               |               |    | USA        | 7          |                  |            |   |        |        |        |
|  | A4                                                     | Lettland      | 2             |    |            |            |                  |            |   |        |        |        |
|  | A4                                                     | Lettland      | 2             | A1 | Schweden   | 5          |                  |            |   |        |        |        |
|  |                                                        |               |               | A1 | Schweden   | 5          | Spiel um Platz 3 |            |   |        |        |        |
|  | B3                                                     | Tschechien    | 2             |    |            |            |                  |            |   |        |        |        |
|  | B3                                                     | Tschechien    | 2             | A2 | Kanada     | 2          | B3               | Tschechien | 8 |        |        |        |
|  |                                                        |               |               | A2 | Kanada     | 2          | B3               | Tschechien | 8 |        |        |        |
|  | B3                                                     | Tschechien    | 3             | A3 | Finnland   | 5          |                  |            |   |        |        |        |

#### Viertelfinale
| 2. Januar 2024 12:00 Uhr (Ortszeit) | Slowakei A. Sýkora (19:59) D. Dvorský (47:09) F. Mešár (59:16) | 3:4 n. V. (1:0, 0:1, 2:2, 0:1) Spielbericht | Finnland T. Männistö (22:36) L. Hämeenaho (40:36) A. Kaskimäki (58:26) J. Lassila (60:24) | Frölundaborgs isstadion, Göteborg Zuschauer: 2.480 |

| 2. Januar 2024 14:30 Uhr | Kanada M. Wood (23:43) J. Furlong (36:40) | 2:3 (0:2, 2:0, 0:1) Spielbericht | Tschechien J. Štancl (7:51) T. Cibulka (18:01) J. Štancl (59:49) | Scandinavium, Göteborg Zuschauer: 10.117 |

| 2. Januar 2024 17:00 Uhr | USA D. Fortescue (1:31) G. Perreault (11:42) D. Nelson (14:03) R. McGroarty (25:22) W. Smith (36:00) G. Perreault (39:39) O. Moore (46:34) | 7:2 (3:1, 3:0, 1:1) Spielbericht | Lettland D. Ločmelis (13:50) D. Ločmelis (52:48) | Frölundaborgs isstadion, Göteborg Zuschauer: 2.749 |

| 2. Januar 2024 19:30 Uhr | Schweden O. Stenberg (1:34) J. Lekkerimäki (18:00) A. Sandin Pellikka (65:22) | 3:2 n. V. (2:0, 0:1, 0:1, 1:0) Spielbericht | Schweiz J. Hornecker (37:26) N. Meile (49:10) | Scandinavium, Göteborg Zuschauer: 11.512 |

#### Halbfinale
| 4. Januar 2024 15:00 Uhr | Schweden T. Lindstein (11:52) A. Sandin Pellikka (22:35) J. Lekkerimäki (45:14) N. Östlund (52:00) J. Lekkerimäki (53:02) | 5:2 (1:1, 1:1, 3:0) Spielbericht | Tschechien M. Melovský (6:55) T. Cibulka (27:36) | Scandinavium, Göteborg Zuschauer: 11.512 |

| 4. Januar 2024 19:30 Uhr | USA J. Snuggerud (32:10) W. Smith (36:16) C. Gauthier (56:47) | 3:2 (0:2, 2:0, 1:0) Spielbericht | Finnland O. Keskinen (1:51) R. Kumpulainen (12:45) | Scandinavium, Göteborg Zuschauer: 10.561 |

#### Spiel um Platz 3
| 5. Januar 2024 15:00 Uhr | Tschechien J. Kulich (16:16) J. Štancl (28:37) O. Becher (39:05) J. Kulich (44:41) O. Becher (58:04) T. Hamara (58:19) D. Rymon (58:52) O. Becher (58:54) | 8:5 (1:2, 2:3, 5:0) Spielbericht | Finnland R. Kumpulainen (6:13) J. Nyman (7:43) K. Helenius (28:52) L. Hämeenaho (29:11) L. Hämeenaho (34:32) | Scandinavium, Göteborg Zuschauer: 9.647 |

#### Finale
| 5. Januar 2024 19:30 Uhr | USA G. Perreault (16:56) I. Howard (29:24) I. Howard (34:19) Z. Buium (41:19) R. Leonard (56:12) R. McGroarty (56:50) | 6:2 (1:0, 2:2, 3:0) Spielbericht | Schweden O. Stenberg (22:13) J. Lekkerimäki (39:55) | Scandinavium, Göteborg Zuschauer: 11.512 |

### Statistik

#### Beste Scorer
Abkürzungen: Sp = Spiele, T = Tore, V = Assists, Pkt = Punkte, +/− = Plus/Minus, SM = Strafminuten; Fett: Turnierbestwert
| Spieler              | Team       | Sp | T | V  | Pkt | +/− | SM |
| -------------------- | ---------- | -- | - | -- | --- | --- | -- |
| Jiří Kulich          | Tschechien | 7  | 6 | 6  | 12  | +3  | 0  |
| Cutter Gauthier      | USA        | 7  | 2 | 10 | 12  | +9  | 4  |
| Matyáš Melovský      | Tschechien | 7  | 1 | 10 | 11  | +3  | 4  |
| Jonathan Lekkerimäki | Schweden   | 7  | 7 | 3  | 10  | +2  | 0  |
| Gavin Brindley       | USA        | 7  | 6 | 4  | 10  | +7  | 0  |
| Gabriel Perreault    | USA        | 7  | 3 | 7  | 10  | +4  | 2  |
| Ondřej Becher        | Tschechien | 7  | 3 | 7  | 10  | +6  | 4  |
| Noah Östlund         | Schweden   | 7  | 3 | 7  | 10  | +3  | 16 |
| Isaac Howard         | USA        | 7  | 7 | 2  | 9   | +10 | 0  |
| Servác Petrovský     | Slowakei   | 7  | 5 | 4  | 9   | ±0  | 0  |

#### Beste Torhüter
Abkürzungen: Sp = Spiele, Min = Eiszeit (in Minuten), GT = Gegentore, Sv% = gehaltene Schüsse (in %), GTS = Gegentorschnitt, SO = Shutouts; Fett: Turnierbestwert
Erfasst werden nur Torhüter, die mindestens 40 % der Gesamtspielzeit eines Teams absolviert haben. Sortiert nach Fangquote (Sv%).
| Spieler          | Team     | Sp | Min    | GT | SO | Sv%   | GTS  |
| ---------------- | -------- | -- | ------ | -- | -- | ----- | ---- |
| Trey Augustine   | USA      | 4  | 240:00 | 7  | 0  | 93,64 | 1,75 |
| Hugo Hävelid     | Schweden | 5  | 305:05 | 9  | 2  | 91,74 | 1,77 |
| Adam Gajan       | Slowakei | 4  | 239:52 | 10 | 1  | 91,60 | 2,50 |
| Mathis Rousseau  | Kanada   | 5  | 299:39 | 10 | 1  | 91,23 | 2,00 |
| Alessio Beglieri | Schweiz  | 4  | 243:16 | 10 | 0  | 90,65 | 2,47 |

### Abschlussplatzierungen
| Pl. | Team        |
| --- | ----------- |
| 1   | USA         |
| 2   | Schweden    |
| 3   | Tschechien  |
| 4   | Finnland    |
| 5   | Kanada      |
| 6   | Slowakei    |
| 7   | Schweiz     |
| 8   | Lettland    |
| 9   | Deutschland |
| 10  | Norwegen    |

### Titel, Auf- und Abstieg
| Weltmeister USA | Trey Augustine, Zeev Buium, Gavin Brindley, Seamus Casey, Ryan Chesley, Quinn Finley, Drew Fortescue, Jacob Fowler, Cutter Gauthier, Gavin Hayes, Sam Hillebrandt, Isaac Howard, Lane Hutson, Ryan Leonard, Rutger McGroarty (C), Oliver Moore, Frank Nazar, Danny Nelson, Gabriel Perreault, Eric Pohlkamp, Sam Rinzel, Will Smith, Jimmy Snuggerud Cheftrainer: David Carle |

| Silber Schweden | Isac Born, Filip Bystedt, David Edstrom, Zeb Forsfjäll, Hugo Hävelid, Mattias Hävelid, Anton Johansson, Jonathan Lekkerimäki, Theo Lindstein, Liam Öhgren (C), Noah Östlund, Elias Pettersson, Oskar Pettersson, Kevin Reidler, Rasmus Rudslätt, Elias Salomonsson, Axel Sandin Pellikka, Otto Stenberg, Melker Thelin, Felix Unger Sörum, Fabian Wagner, Anton Wahlberg, Tom Willander Cheftrainer: Magnus Hävelid |

| Bronze Tschechien | Marek Alscher, Adam Bareš, Ondřej Becher, Aleš Čech, Tomáš Cibulka, Tomáš Galvas, Tomáš Hamara, Michael Hrabal, Jakub Hujer, Matteo Kočí, Jiří Kulich (C), Matěj Maštalířský, Matyáš Melovský, Matěj Prčík, Matěj Přibyl, Sebastián Redlich, Dominik Rymon, Eduard Šalé, Matyáš Šapovaliv, Michael Schnattinger, Jakub Štancl, Jakub Vondraš, Adam Židlický Cheftrainer: Patrik Augusta |

| Absteiger in die Division IA:   | Norwegen   |
| Aufsteiger in die Top-Division: | Kasachstan |

### Auszeichnungen
Spielertrophäen
| Auszeichnung         | Spieler              | Team     |
| -------------------- | -------------------- | -------- |
| Wertvollster Spieler | Jonathan Lekkerimäki | Schweden |
| Bester Torhüter      | Hugo Hävelid         | Schweden |
| Bester Verteidiger   | Axel Sandin Pellikka | Schweden |
| Bester Stürmer       | Cutter Gauthier      | USA      |

All-Star-Team
| Angriff:      | Cutter Gauthier – Jiří Kulich – Jonathan Lekkerimäki |
| Verteidigung: | Lane Hutson – Theo Lindstein                         |
| Tor:          | Hugo Hävelid                                         |

## Division I

### Gruppe A in Budapest, Ungarn
Das Turnier der Gruppe A wurde vom 10. bis 16. Dezember 2023 im ungarischen Budapest ausgetragen. Die Spiele fanden in der 2.540 Zuschauer fassenden Tüskecsarnok statt, wobei insgesamt 5.887 Zuschauer die 15 Turnierspiele besuchten, was einem Schnitt von 392 pro Partie entspricht. Kasachstan gelang nach dem Abstieg 2020 erneut der Aufstieg in die Top-Division, während Aufsteiger Japan wieder umgehend in die B-Gruppe der Division I abstieg.
| 10. Dezember 2023 12:30 Uhr (Ortszeit) | Dänemark | 4:6 (1:1, 1:1, 2:4) Spielbericht | Frankreich | Tüskecsarnok, Budapest Zuschauer: 69 |

| 10. Dezember 2023 16:00 Uhr | Ungarn | 2:5 (1:2, 1:0, 0:3) Spielbericht | Kasachstan | Tüskecsarnok, Budapest Zuschauer: 987 |

| 10. Dezember 2023 19:30 Uhr | Japan | 2:5 (1:2, 0:3, 1:0) Spielbericht | Österreich | Tüskecsarnok, Budapest Zuschauer: 125 |

| 11. Dezember 2023 12:30 Uhr | Frankreich | 5:3 (1:1, 1:2, 3:0) Spielbericht | Japan | Tüskecsarnok, Budapest Zuschauer: 67 |

| 11. Dezember 2023 16:00 Uhr | Kasachstan | 3:2 (0:1, 0:0, 3:1) Spielbericht | Dänemark | Tüskecsarnok, Budapest Zuschauer: 114 |

| 11. Dezember 2023 19:30 Uhr | Österreich | 3:2 (1:1, 1:1, 1:0) Spielbericht | Ungarn | Tüskecsarnok, Budapest Zuschauer: 801 |

| 13. Dezember 2023 12:30 Uhr | Kasachstan | 4:0 (1:0, 1:0, 2:0) Spielbericht | Frankreich | Tüskecsarnok, Budapest Zuschauer: 112 |

| 13. Dezember 2023 16:00 Uhr | Japan | 5:4 n. V. (3:2, 0:1, 1:1, 1:0) Spielbericht | Ungarn | Tüskecsarnok, Budapest Zuschauer: 548 |

| 13. Dezember 2023 19:30 Uhr | Österreich | 3:4 (1:1, 0:1, 2:2) Spielbericht | Dänemark | Tüskecsarnok, Budapest Zuschauer: 114 |

| 14. Dezember 2023 12:30 Uhr | Kasachstan | 3:1 (1:1, 1:0, 1:0) Spielbericht | Japan | Tüskecsarnok, Budapest Zuschauer: 92 |

| 14. Dezember 2023 16:00 Uhr | Frankreich | 7:4 (2:1, 3:1, 2:2) Spielbericht | Österreich | Tüskecsarnok, Budapest Zuschauer: 134 |

| 14. Dezember 2023 19:30 Uhr | Ungarn | 1:3 (0:2, 1:0, 0:1) Spielbericht | Dänemark | Tüskecsarnok, Budapest Zuschauer: 938 |

| 16. Dezember 2023 13:00 Uhr | Dänemark | 5:1 (2:1, 1:0, 2:0) Spielbericht | Japan | Tüskecsarnok, Budapest Zuschauer: 98 |

| 16. Dezember 2023 16:00 Uhr | Frankreich | 0:4 (0:1, 0:2, 0:1) Spielbericht | Ungarn | Tüskecsarnok, Budapest Zuschauer: 1.474 |

| 16. Dezember 2023 19:30 Uhr | Österreich | 7:6 n. P. (3:2, 1:4, 2:0, 0:0, 1:0) Spielbericht | Kasachstan | Tüskecsarnok, Budapest Zuschauer: 214 |

| Pl. |            | Sp | S | OTS | OTN | N | Tore  | Punkte |
| 1.  | Kasachstan | 5  | 4 | 0   | 1   | 0 | 21:12 | 13     |
| 2.  | Frankreich | 5  | 3 | 0   | 0   | 2 | 18:19 | 9      |
| 3.  | Dänemark   | 5  | 3 | 0   | 0   | 2 | 18:14 | 9      |
| 4.  | Österreich | 5  | 2 | 1   | 0   | 2 | 22:21 | 8      |
| 5.  | Ungarn     | 5  | 1 | 0   | 1   | 3 | 13:16 | 4      |
| 6.  | Japan      | 5  | 0 | 1   | 0   | 4 | 12:22 | 2      |

Abkürzungen: Pl. = Platz, Sp = Spiele, S = Siege, OTS = Siege nach Verlängerung (Overtime) oder Penaltyschießen, OTN = Niederlagen nach Verlängerung oder Penaltyschießen, N = Niederlagen

Erläuterungen: Aufsteiger in die Top-Division, Absteiger in die Division IB

#### Division-IA-Siegermannschaft
| Division-IA-Aufsteiger Kasachstan | Artjom Awdejenko, Adil Beissembajew, Dmitri Breus, Kirill Chan, Artur Gross, Roman Jermak (C), Alexander Kim, Kirill Ljapunow, Wsewolod Logwin, Alexander Migunow, Wladimir Nikitin, Dawlat Nurkenow, Beibarys Orasow, Ruslan Ospanow, Gleb Reschetko, Assanali Ruslanuly, Danial Schakschakbajew, Artjom Schestakow, Mstislaw Schipilin, Semjon Simonow, Nikita Sitnikow, Jegor Smoljaninow Trainer: Sergei Starygin |

### Gruppe B in Bled, Slowenien
Das Turnier der Gruppe B wurde vom 11. bis 17. Dezember 2023 im slowenischen Bled ausgetragen. Die Spiele fanden in der 1.200 Zuschauer fassenden Ledena dvorana Bled statt, wobei insgesamt 2.162 Zuschauer die 15 Turnierspiele besuchten, was einem Schnitt von 144 pro Partie entspricht. Der slowenischen Auswahl gelang der Aufstieg und somit die Rückkehr in die Gruppe A der Division I, aus der sie erst im Vorjahr abgestiegen war. Dem gegenüber stieg Kroatien als Aufsteiger prompt wieder in die Division II ab.
| 11. Dezember 2023 12:30 Uhr (Ortszeit) | Estland | 1:5 (0:2, 1:2, 0:1) Spielbericht | Italien | Ledena dvorana Bled, Bled Zuschauer: 44 |

| 11. Dezember 2023 16:00 Uhr | Polen | 1:5 (0:1, 0:1, 1:3) Spielbericht | Ukraine | Ledena dvorana Bled, Bled Zuschauer: 52 |

| 11. Dezember 2023 19:30 Uhr | Kroatien | 0:7 (0:1, 0:4, 0:2) Spielbericht | Slowenien | Ledena dvorana Bled, Bled Zuschauer: 241 |

| 12. Dezember 2023 12:30 Uhr | Ukraine | 5:1 (0:1, 1:0, 4:0) Spielbericht | Estland | Ledena dvorana Bled, Bled Zuschauer: 26 |

| 12. Dezember 2023 16:00 Uhr | Italien | 11:2 (3:0, 6:2, 2:0) Spielbericht | Kroatien | Ledena dvorana Bled, Bled Zuschauer: 54 |

| 12. Dezember 2023 19:30 Uhr | Slowenien | 3:0 (1:0, 2:0, 0:0) Spielbericht | Polen | Ledena dvorana Bled, Bled Zuschauer: 237 |

| 14. Dezember 2023 12:30 Uhr | Kroatien | 5:4 n. P. (0:0, 1:2, 3:2, 0:0, 1:0) Spielbericht | Polen | Ledena dvorana Bled, Bled Zuschauer: 54 |

| 14. Dezember 2023 16:00 Uhr | Slowenien | 5:2 (2:0, 2:1, 1:1) Spielbericht | Estland | Ledena dvorana Bled, Bled Zuschauer: 127 |

| 14. Dezember 2023 19:30 Uhr | Ukraine | 5:4 n. V. (1:1, 1:3, 2:0, 1:0) Spielbericht | Italien | Ledena dvorana Bled, Bled Zuschauer: 67 |

| 16. Dezember 2023 12:30 Uhr | Polen | 0:3 (0:1, 0:0, 0:2) Spielbericht | Estland | Ledena dvorana Bled, Bled Zuschauer: 37 |

| 16. Dezember 2023 16:00 Uhr | Ukraine | 5:2 (1:0, 0:2, 4:0) Spielbericht | Kroatien | Ledena dvorana Bled, Bled Zuschauer: 72 |

| 16. Dezember 2023 19:30 Uhr | Italien | 1:5 (0:2, 1:1, 0:2) Spielbericht | Slowenien | Ledena dvorana Bled, Bled Zuschauer: 473 |

| 17. Dezember 2023 12:30 Uhr | Estland | 8:3 (4:0, 2:3, 2:0) Spielbericht | Kroatien | Ledena dvorana Bled, Bled Zuschauer: 37 |

| 17. Dezember 2023 16:00 Uhr | Italien | 3:4 (1:2, 2:0, 0:2) Spielbericht | Polen | Ledena dvorana Bled, Bled Zuschauer: 54 |

| 17. Dezember 2023 19:30 Uhr | Slowenien | 5:3 (1:0, 2:3, 2:0) Spielbericht | Ukraine | Ledena dvorana Bled, Bled Zuschauer: 587 |

| Pl. |           | Sp | S | OTS | OTN | N | Tore  | Punkte |
| 1.  | Slowenien | 5  | 5 | 0   | 0   | 0 | 25:06 | 15     |
| 2.  | Ukraine   | 5  | 3 | 1   | 0   | 1 | 23:13 | 11     |
| 3.  | Italien   | 5  | 2 | 0   | 1   | 2 | 24:17 | 7      |
| 4.  | Estland   | 5  | 2 | 0   | 0   | 3 | 15:18 | 6      |
| 5.  | Polen     | 5  | 1 | 0   | 1   | 3 | 09:19 | 4      |
| 6.  | Kroatien  | 5  | 0 | 1   | 0   | 4 | 12:35 | 2      |

Abkürzungen: Pl. = Platz, Sp = Spiele, S = Siege, OTS = Siege nach Verlängerung (Overtime) oder Penaltyschießen, OTN = Niederlagen nach Verlängerung oder Penaltyschießen, N = Niederlagen

Erläuterungen: Aufsteiger in die Division IA, Absteiger in die Division IIA

#### Division-IB-Siegermannschaft
| Division-IB-Aufsteiger Slowenien | Miha Beričič, Rožle Bohinc, Martin Črepinšek, Maj Crnkič, Jon Dukarič, Rok Frešer, Tian Hebar, Lan Kavčič, Lovro Kumanovič, Nace Langus, Tjaš Lesničar, Tarik Mahmutović, Maks Perčič, Matic Perčič, Nik Christian Petrovič, Urban Podrekar, Mark Sever, Filip Sitar, Ožbe Šlibar, Žan Špari Leben, Maj Turšič Sečkar, Anže Žeželj Trainer: Mitja Šivic |

### Auf- und Abstieg
| Absteiger in die Division IA:   | Norwegen   |
| Aufsteiger in die Top-Division: | Kasachstan |
| Absteiger in die Division IB:   | Japan      |
| Aufsteiger in die Division IA:  | Slowenien  |
| Absteiger in die Division IIA:  | Kroatien   |
| Aufsteiger in die Division IB:  | Südkorea   |

## Division II

### Gruppe A in Dumfries, Vereinigtes Königreich
Das Turnier der Gruppe A wurde vom 11. bis 17. Dezember 2023 im britischen Dumfries ausgetragen. Die Spiele fanden in der 1.000 Zuschauer fassenden Dumfries Ice Bowl statt. Insgesamt besuchten 4.934 Zuschauer die 15 Turnierspiele, was einem Schnitt von 329 pro Partie entspricht. Der südkoreanischen Auswahl gelang der Aufstieg und somit die Rückkehr in die Division I, aus der sie erst im Vorjahr abgestiegen war. Spanien hingegen musste den Abstieg in die Gruppe B antreten.
| 11. Dezember 2023 13:00 Uhr (Ortszeit) | Litauen | 1:4 (0:0, 0:2, 1:2) Spielbericht | Südkorea | Dumfries Ice Bow, Dumfries Zuschauer: 380 |

| 11. Dezember 2023 16:30 Uhr | China | 5:1 (4:0, 0:0, 1:1) Spielbericht | Spanien | Dumfries Ice Bow, Dumfries Zuschauer: 203 |

| 11. Dezember 2023 20:00 Uhr | Großbritannien | 4:1 (3:1, 0:0, 1:0) Spielbericht | Niederlande | Dumfries Ice Bow, Dumfries Zuschauer: 511 |

| 12. Dezember 2023 13:00 Uhr | Südkorea | 9:2 (1:1, 4:1, 4:0) Spielbericht | Spanien | Dumfries Ice Bow, Dumfries Zuschauer: 260 |

| 12. Dezember 2023 16:30 Uhr | Niederlande | 4:2 (1:0, 1:2, 2:0) Spielbericht | China | Dumfries Ice Bow, Dumfries Zuschauer: 106 |

| 12. Dezember 2023 20:00 Uhr | Großbritannien | 4:5 n. V. (0:1, 3:1, 1:2, 0:1) Spielbericht | Litauen | Dumfries Ice Bow, Dumfries Zuschauer: 541 |

| 14. Dezember 2023 13:00 Uhr | Litauen | 6:1 (2:0, 3:1, 1:0) Spielbericht | Spanien | Dumfries Ice Bow, Dumfries Zuschauer: 189 |

| 14. Dezember 2023 16:30 Uhr | Südkorea | 7:1 (2:1, 4:0, 1:0) Spielbericht | Niederlande | Dumfries Ice Bow, Dumfries Zuschauer: 96 |

| 14. Dezember 2023 20:00 Uhr | Großbritannien | 4:1 (0:0, 2:0, 2:1) Spielbericht | China | Dumfries Ice Bow, Dumfries Zuschauer: 527 |

| 15. Dezember 2023 13:00 Uhr | Niederlande | 2:9 (1:2, 1:3, 0:4) Spielbericht | Litauen | Dumfries Ice Bow, Dumfries |

| 15. Dezember 2023 16:30 Uhr | China | 3:5 (0:1, 2:3, 1:1) Spielbericht | Südkorea | Dumfries Ice Bow, Dumfries Zuschauer: 178 |

| 15. Dezember 2023 20:00 Uhr | Spanien | 1:6 (0:2, 1:2, 0:2) Spielbericht | Großbritannien | Dumfries Ice Bow, Dumfries Zuschauer: 610 |

| 17. Dezember 2023 13:00 Uhr | Spanien | 3:2 (1:0, 1:0, 1:2) Spielbericht | Niederlande | Dumfries Ice Bow, Dumfries Zuschauer: 205 |

| 17. Dezember 2023 16:30 Uhr | Südkorea | 4:3 (1:1, 0:2, 3:0) Spielbericht | Großbritannien | Dumfries Ice Bow, Dumfries Zuschauer: 859 |

| 17. Dezember 2023 20:00 Uhr | Litauen | 6:2 (3:1, 2:1, 1:0) Spielbericht | China | Dumfries Ice Bow, Dumfries Zuschauer: 269 |

| Pl. |                     | Sp | S | OTS | OTN | N | Tore  | Punkte |
| 1.  | Südkorea            | 5  | 5 | 0   | 0   | 0 | 29:10 | 15     |
| 2.  | Litauen             | 5  | 3 | 1   | 0   | 1 | 27:13 | 11     |
| 3.  | Großbritannien      | 5  | 3 | 0   | 1   | 1 | 21:12 | 10     |
| 4.  | Volksrepublik China | 5  | 1 | 0   | 0   | 4 | 13:20 | 3      |
| 5.  | Niederlande         | 5  | 1 | 0   | 0   | 4 | 10:25 | 3      |
| 6.  | Spanien             | 5  | 1 | 0   | 0   | 4 | 08:28 | 3      |

Abkürzungen: Pl. = Platz, Sp = Spiele, S = Siege, OTS = Siege nach Verlängerung (Overtime) oder Penaltyschießen, OTN = Niederlagen nach Verlängerung oder Penaltyschießen, N = Niederlagen

Erläuterungen: Aufsteiger in die Division IB, Absteiger in die Division IIB

### Auf- und Abstieg
| Absteiger in die Division IIA:  | Kroatien |
| Aufsteiger in die Division IB:  | Südkorea |
| Absteiger in die Division IIB:  | Spanien  |
| Aufsteiger in die Division IIA: |          |
| Absteiger in die Division III:  |          |
| Aufsteiger in die Division IIB: |          |